# Lancia Esajota
Lancia Esajota es un autobús destinado al traslado de pasajeros  y creados a petición de la ciudad de Milán para el transporte público en el año de 1926. Fue producido por el fabricante Italiano Lancia Veicoli Industriali sobre la base del camión de carga Lancia Pentajota.

## Características principales
El Esajota funcionaba con el probado motor de 4.9 litros mejorado del Pentajota, para desarrollar más de 70 caballos de fuerza, suficiente para alcanzar una velocidad máxima de 70 km/h. El Esajota utilizaba el cambio y puente alargado del Pentajota y contaba además con una innovadora suspensión para la época, con largueros que permitían descender la altura al suelo del autobús para facilitar la entrada de los pasajeros. El Esajota fue construido desde 1926 hasta 1927 para el transporte público de la ciudad de Milán en Italia. Se fabricaron un total de 13 ejemplares.